# Castiarina helmsi
Castiarina helmsi es una especie de escarabajo del género Castiarina, familia Buprestidae. Fue descrita científicamente por Carter en 1906.